# 幸福乡 (沐川县)
幸福乡，是中华人民共和国四川省乐山市沐川县曾经下辖的一个乡。2019年12月，撤销幸福乡，将其所属行政区域划归沐溪镇管辖。

## 行政区划
幸福乡撤销前下辖以下地区：
五宝村、龙门村、白果村、柏香村、松林村、茅坪村、火岩村、杨柳村、共和村和月坝村。